# 阿亞瓦芝

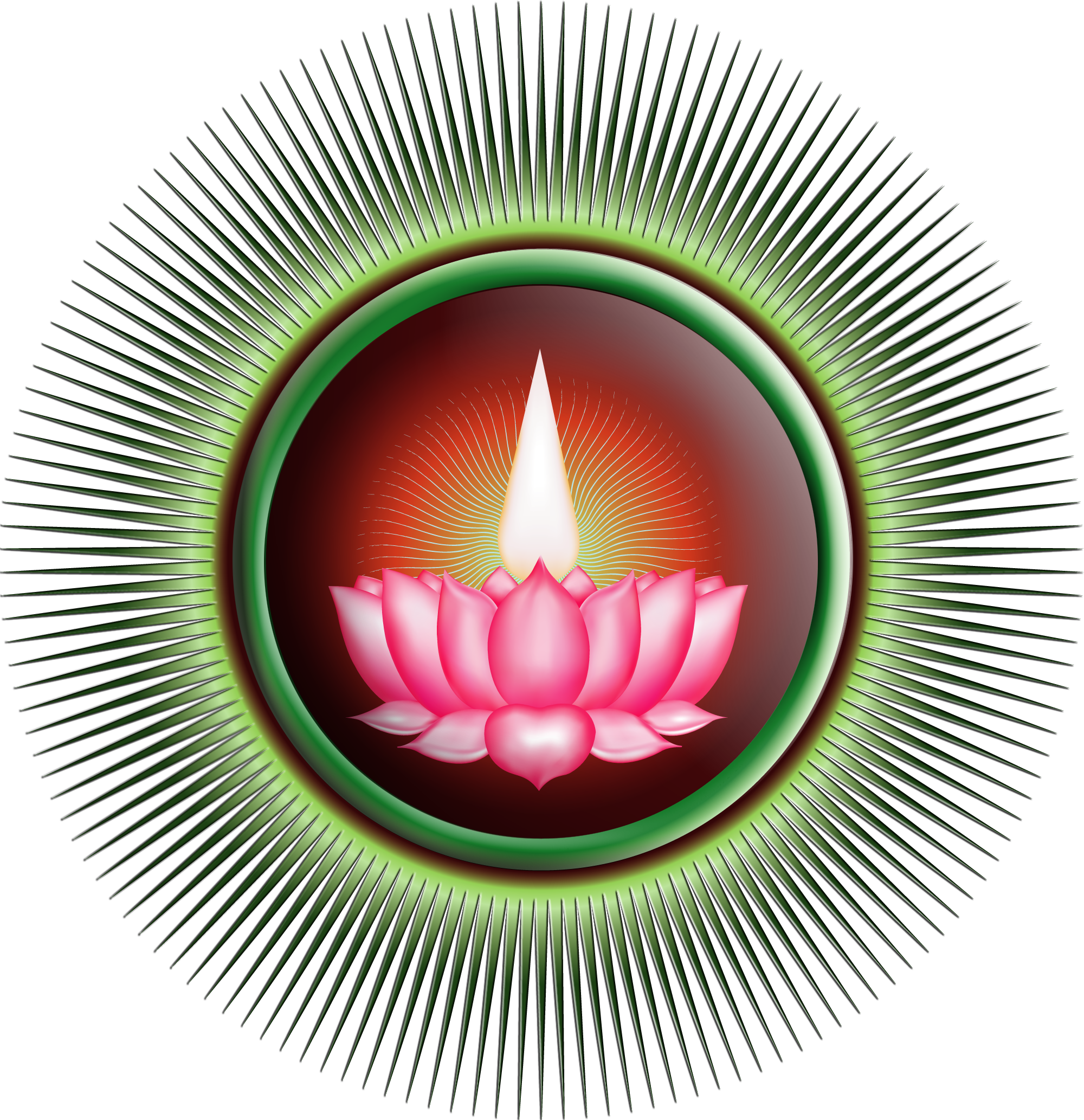
標誌

阿亞瓦芝（Ayyavazhi）是一個宗教體系，19世纪中葉流行於印度，信奉者都是印度下層的人民，也有印度教教徒。Ayyavazhi是一句泰米尔语，意思是父之路。
阿亞瓦芝是Awa Vaikundar說教傳道的重心，其思想和哲學的基礎是神聖的文本Akilattirattu Ammanai和Arul Nool。
阿亞瓦芝追隨者遍布印度，它們主要出現在南印度，特別是集中在泰米爾納德邦和喀拉拉邦，人數估計為70萬到八十萬人，確切人數不詳，因為普查時，Ayyavazhis多申報為印度教徒。

## 歷史
19世紀中葉，Ayyavazhi已逐漸被確認為一項獨立的宗教深深植根於該地區的南凡哥爾和東南亞蒂魯內爾維利。忠實的信徒顯著增加。19世紀，Swamithope被認為是Ayyavazhi的中心。在後Vaikundar時期，Ayyavazhi是通過傳播他的教義。
Arul Nool的第一個Ayyavazhi印刷品發布於1927年，其次是Akilam在1933年，近一個世紀之後，它一直不斷流傳下來。Ayyavazhi逐漸放棄口誦式的傳統文學經文。Ayyavazhi總部報告說，Ayyavazhi迅速蔓延後，1940年代印度獨立（1940）後更迅速流傳。許多Ayyavazhi為基礎的社會福利機構設立於20世紀後期。幾個不同版本的Akilam，包括一些有爭議的版本，在同一時期被釋出。

## 經文和聖地

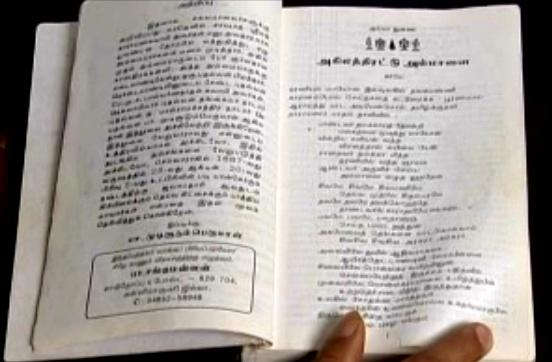
The Kappu 的經文

Ayyavazhi的經文是Akilattirattu Ammanai（通常稱為Akilam）和Arul Nool，他們的來源是宗教的神話。Akilattirattu Ammanai是1841年哈葛帕蘭Seedar的作品。原來的Akilattirattu Ammanai原本已經損壞，其他的版本，如Swamithope版本，Kottangadu版本以及Panchalankurichi版本，是現存最早的棕葉版本的。
次要經文Arul Nool，包括其他各種典籍，一般認為是Arulalarkal的作品。所有這些文本彙編成泰米爾語。
Ayyavazhi信徒有七個聖地，稱為Pathis。

## 象徵
Ayyavazhi的象徵，是蓮花攜帶火焰狀的白色Namam。
在某些印度典籍記載Sahasrara chakra擁有1000個花瓣。但在Ayyavazhi象徵中 ，Saharara有1008個花瓣。在Ayyavazhi，沒有特別顯示 1000的重要性，但數字通常提到1008。Sahasrara是象徵著一個蓮花沒有枝幹。

## 教義
Ayyavazhi的主要教義中可以Akilattirattu Ammanai這本書上找到。

## 崇拜地
Ayyavazhi信徒的傳道中心是Pathis和Nizhal Thangals，這是世界各地的宗教崇拜中心。印度各地有數以千計的Nizhal Thangals。Pathis 是結構簡單的小型為崇拜和學習的建築。

## 外部連結
- Ayya Vaikundar The Spiritual light （页面存档备份，存于）
- Ayyavazhi
- Views on Vaikundar as a saint （页面存档备份，存于）
- Ayya Narayana
- Siddantha of Ayyavazhi
- Ayyavazhi: An Overview （页面存档备份，存于）
- Ayya Vaikunda Pathi
- Summary of Incarnational activities of Vaikundar
- 'Ayya Vaikuntar: New Son of God'
- 'Ayya Vaikundar – A different Revolutionist'